# Взятие Эхалии
Взятие Эхалии (др.-греч. Οἰχαλίας ἅλωσις) — эпическая поэма, приписываемая Креофилу Самосскому.
Сюжетом «Взятия Эхалии», близкой по характеру к киклическим поэмам, был конфликт Геракла с царем Эвритом. Герой победил сыновей царя в стрельбе из лука, и в награду должен был получить дочь Эврита Иолу. По словам Псевдо-Аполлодора, сын Эврита Ифит требовал отдать девушку Гераклу, но «Эврит и остальные его сыновья отказались это сделать, заявляя, что они боятся, как бы Геракл, если у него родятся дети, не стал убивать их, как прежних». Не добившись обещанного, Геракл в союзе с аркадянами, мелийцами из Трахина и эпикнемидскими локрами совершил поход на Эхалию, захватил ее и разграбил, убив Эврита и его сыновей.
Лук Эврита, из которого Геракл стрелял на состязаниях, упоминается в «Одиссее»; позднее Ифит подарил это оружие Одиссею. Именно его Пенелопа предлагает натянуть женихам, и с его помощью басилей Итаки расправляется с претендентами.
Поэма, предположительно, написана в VII век до н. э., от нее сохранилась одна строка: «Зри, о жена, сама ты все это своими очами» (слова Геракла, обращенные к Иоле). По поводу авторства поэмы в древности ходил анекдот о том, что Креофил некогда оказал Гомеру радушный прием (или даже был его учителем), потому Гомер подарил ему эту поэму, позволив подписать своим именем. Каллимах, которого заинтересовал этот вопрос, в одной из эпиграмм подтверждает авторство Креофила:
По мнению некоторых исследователей, самосская школа аэдов конкурировала с теми, что распространяли поэмы Гомера.
По словам Павсания, в поэме речь идет об Эвбейской Эхалии, так как Креофил опирался на эвбейские предания, и Страбон также пишет, что «на эретрийской территории есть также селение Эхалия (остаток города, разрушенного Гераклом)». Согласно Гекатею Милетскому, Эхалия находилась в Скионе, части Эретрии, но в древности не было единого мнения о местонахождении города Эврита, поскольку имелись различные местные версии мифа, а Страбон насчитывает в Греции пять городов с названием Эхалия.
По мнению Аполлодора, опирающегося на Деметрия Скепсийского, Эхалия находилась в Аркадии, и позднее называлась Анданией. Страбон допускает подобное предположение, но опровергает утверждение Аполлодора, что Эхалия была всего одна.
Павсаний сообщает, что этот вопрос считается спорным, так как фессалийцы утверждают, будто заброшенное местечко Эвритион некогда называлось Эхалией, и было городом Эврита. Страбон упоминает о трахинской Эхалии около Трикки, в долине Пенея. Сам Павсаний склоняется к пелопоннесской версии, помещая Эхалию в Мессении, в местности, в его время называвшейся Карнасионом, и добавляя, что там находятся кости Эврита. Город, по его словам, был назван по имени жены царя Меланея, отца Эврита.

Сын Дотада, Сибот, установил, чтобы царствующий правитель ежегодно приносил жертву реке Памису и совершал приношения, как герою, Эвриту, сыну Меланея, в Эхалии перед совершением таинства Великих богинь, которые тогда еще проводились в Андании.— Павсаний. Описание Эллады. IV. 3, 10
У Диодора Сицилийского неясно, где именно расположена Эхалия, поскольку в его рассказе Геракл воюет в Трахине, затем берет Эхалию, после чего отправляется с Иолой на крайнюю оконечность Эвбеи мыс Кеней.
Из упоминания царства Эврита в гомеровском Каталоге кораблей также сложно сделать однозначный вывод о его местонахождении: фракиец Фамирид лишен певческого дара и изувечен музами в мессенском Дорионе, по дороге из владений Эврита.
На сюжет мифа о Геракле и Эврите была написана не сохранившаяся трагедия Иона Хиосского «Эвритиды», а дальнейшее развитие тема (ревность Деяниры к Иоле, ставшая причиной гибели Геракла) получила в «Трахинянках» Софокла..